# Cosmographia (Sebastian Münster)

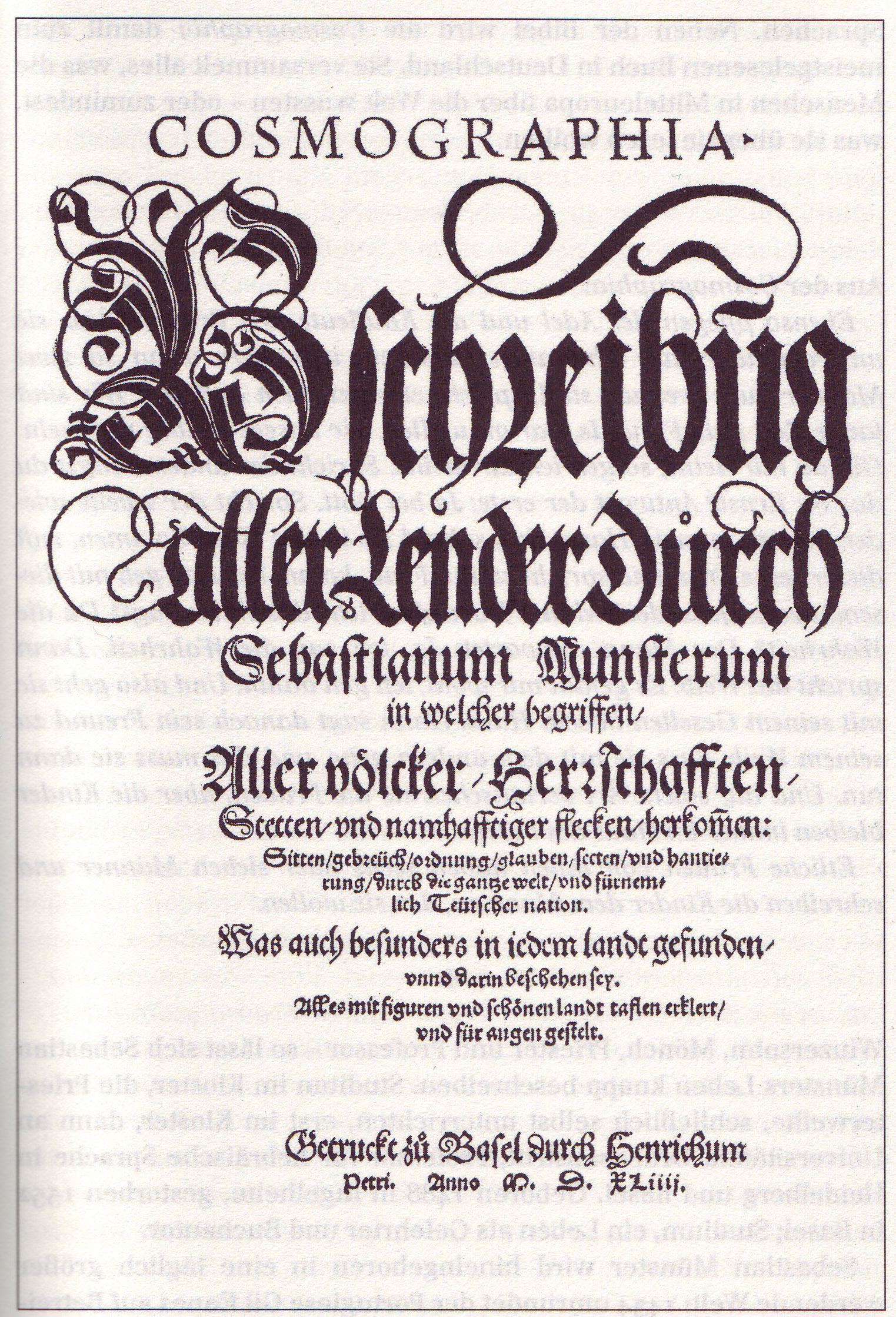
Titelblatt der Erstausgabe von 1544, gedruckt in Basel von Heinrich Petri

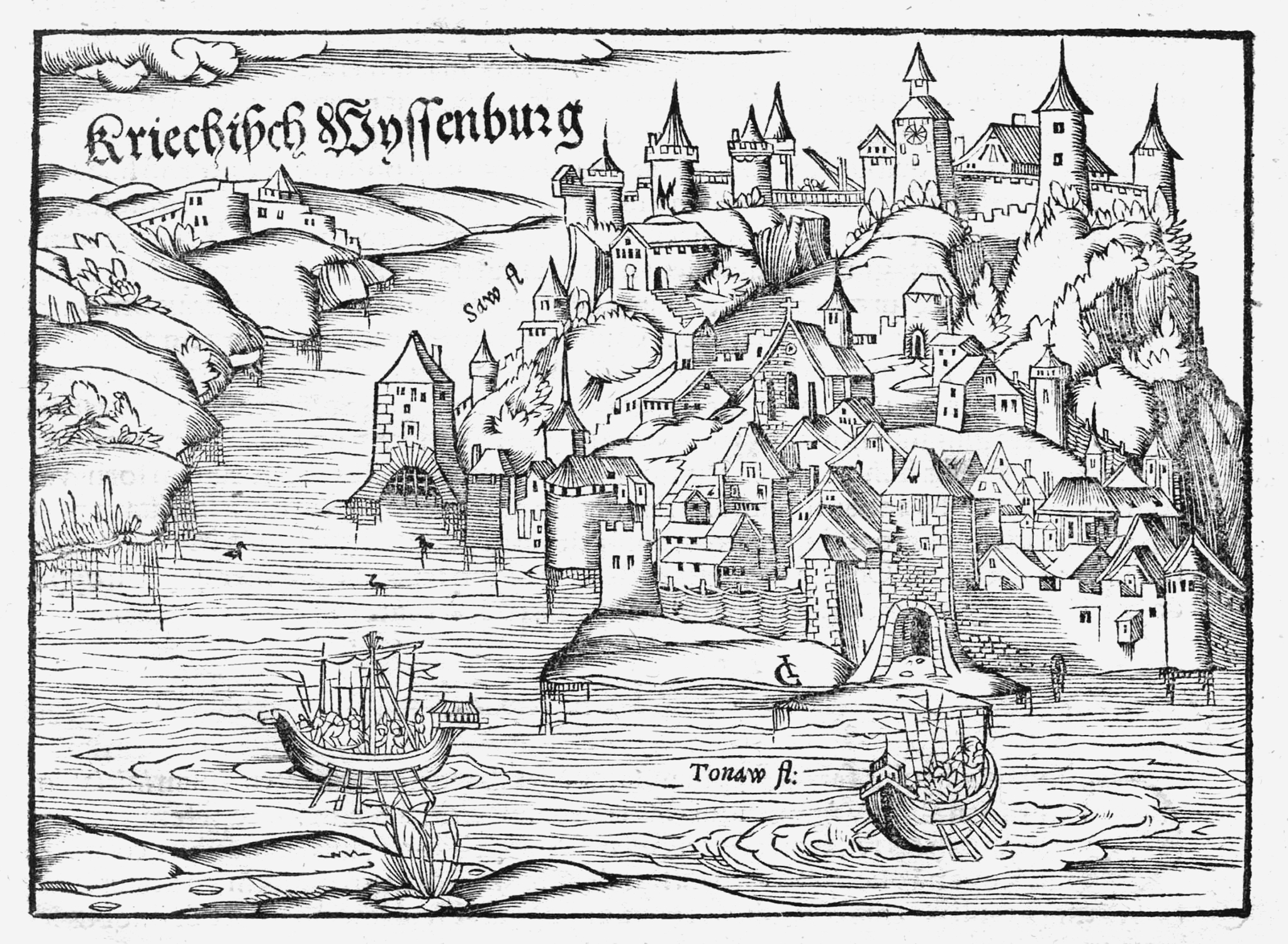
Die Belagerung von Belgrad („Kriechißch Wyssenburg“) 1456.

Cosmographia, später auch mit Kosmographie bezeichnet, hat unter anderem Sebastian Münster (1488–1552) sein Hauptwerk auf dem Gebiet der Kosmographie genannt. Es war die erste wissenschaftliche und zugleich allgemeinverständliche Beschreibung des Wissens der Welt in deutscher Sprache, worin die Grundlagen aus Geschichte und Geographie, Astronomie und Naturwissenschaften, Landes- und Volkskunde nach dem damaligen Wissensstand zusammengefasst worden sind. Cosmographia ist die lateinische Form von griechisch kosmographía „Weltbeschreibung“ (kósmos „Weltordnung“, „Weltall“; gráphein „schreiben“).
Unter Kosmographie versteht man die Wissenschaft von der Beschreibung der Erde und des Weltalls; bis ins Spätmittelalter gehörten dazu auch Geographie, Geologie und Astronomie (siehe Kosmologie des Mittelalters). Sebastian Münster gehört zu den berühmten Kosmographen der Renaissance, zusammen mit Leonardo da Vinci (1452–1519), Martin Behaim (1459–1507), Martin Waldseemüller (1472/75–1520), Petrus Apianus (1495–1552) und Gerhard Mercator (1512–1594).

## Entstehung
Nach seinen Studien in Theologie, Altgriechisch, Hebräisch, Mathematik, Geographie, Kosmographie und Astronomie war Sebastian Münster unter anderem von 1521 bis 1529 als Hochschullehrer in Heidelberg tätig. Bereits zu dieser Zeit (1524) regte der elsässische Humanist Beatus Rhenanus (1485–1547) an, Sebastian Münster solle sein Wissen in dem Gesamtwerk einer Kosmographie zusammenfassen. Aber erst in der Zeit seiner Hochschultätigkeit in Basel (ab 1529) und nachdem er durch seine Heirat mit Anna Selber, der Witwe des Basler Buchdruckers Adam Petri, von Alltagssorgen befreit war, konnte er sich diesem großen Vorhaben und seiner Begeisterung für die Geographie intensiv widmen. So entstand in einer Vorbereitungszeit von etwa zwanzig Jahren seine Cosmographia, an der nach eigener Darlegung mehr als 120 „Standespersonen, Gelehrte und Künstler“ mitgearbeitet hatten.
In der Einleitung zu einem seiner Bücher schreibt Münster bescheiden, aber durchaus selbstbewusst: „Für meine Arbeit erwarte ich weder Lohn noch Ehre, vielmehr genügt mir das Bewusstsein, mit den Pfunden gewuchert zu haben, die Gott mir verlieh.“

## Titel und Inhalt

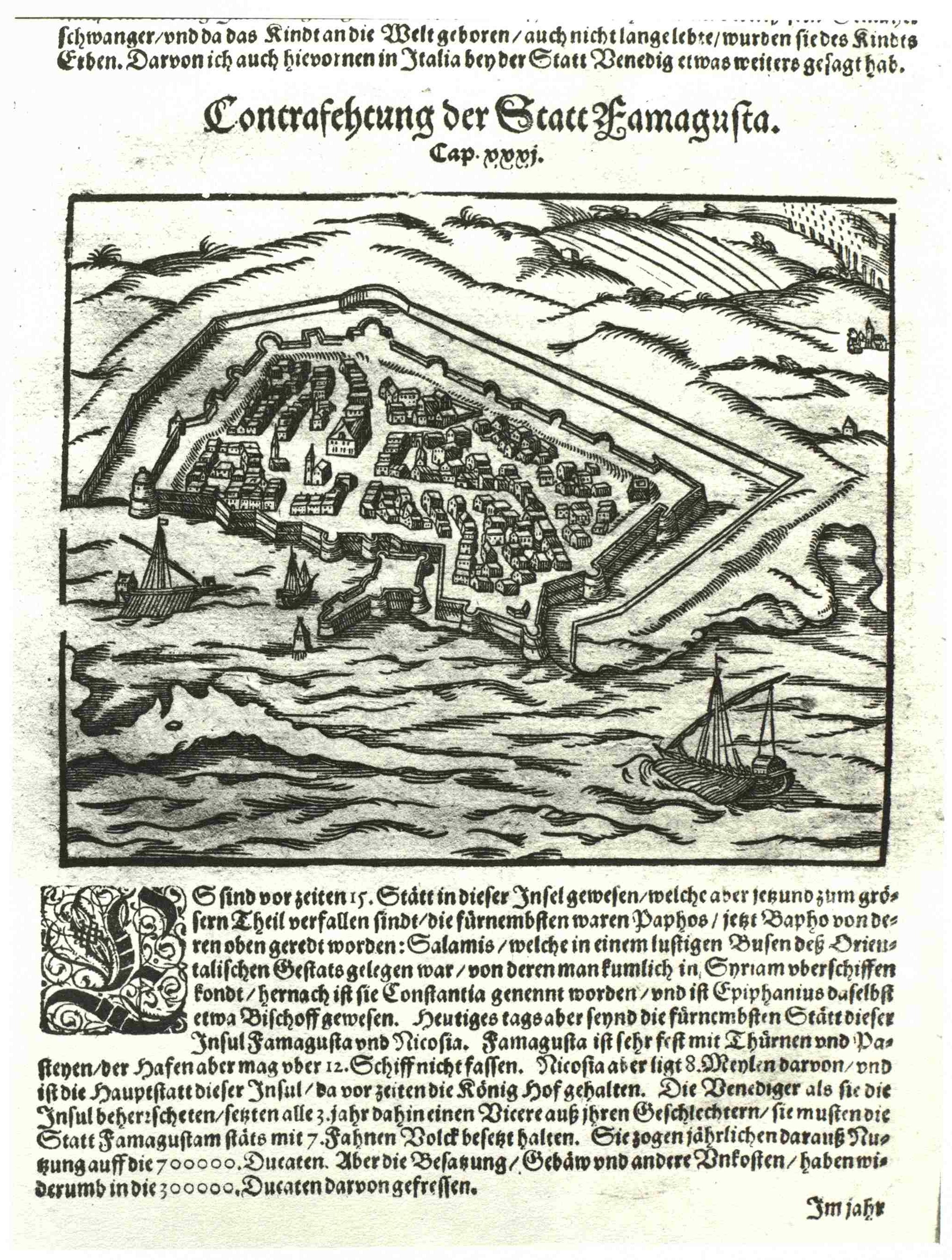
Die Stadt Famagusta auf einem Holzschnitt in den Ausgaben Basel 1578 und 1628 der Cosmographia

Der lateinische Titel lautet Cosmographia oder Cosmographiae universalis lib[ri] VI […]. Das deutschsprachige Werk enthält in sechs Büchern „eine Beschreibung der ganzen Welt mit allem, was darinnen ist“. Die ersten Ausgaben von 1544 bis 1548 tragen den lateinischen Titel Cosmographia, die Ausgaben von 1550 bis 1614 den deutschen Titel Cosmographei oder beschreibung aller länder, herrschafften, fürnemsten stetten, geschichten, gebreüchen, hantierungen etc. […]. oder Cosmographey. Die Ausgaben von 1615 bis 1628 haben wieder den Titel Cosmographia.
Der vollständige Titel der ersten Ausgabe von 1544 lautet:
Cosmographia.
Beschreibung aller Lender durch Sebastianum Munsterum, in welcher begriffen Aller völcker, Herrschafften, Stetten und namhafftiger flecken, herkommen: Sitten, gebreüch, ordnung, glauben, secten vnd hantierung, durch die gantze welt, vnd fürnemlich Teutscher nation. Was auch besunders in iedem landt gefunden, vnnd darin beschehen sey. Alles mit figuren vnd schönen landt taflen erklert, vnd für augen gestelt.
Von der ersten Auflage an hat Sebastian Münster der Cosmographia einen Widmungsbrief an den schwedischen König Gustav I. Ericson Wasa beigefügt, datiert „Basel am 17. August 1544“, ohne dass seine Motive hierfür ermittelt werden konnten.
Im ersten Buch werden die Grundzüge der physischen und mathematisch-astronomischen Erdkunde dargestellt. In den folgenden Büchern sind Länderbeschreibungen enthalten: Süd- und Westeuropa (2. Buch), Deutschland (3. Buch), Nord- und Osteuropa (4. Buch), Asien und die neuen Inseln (5. Buch), Afrika (6. Buch).

## Quellen

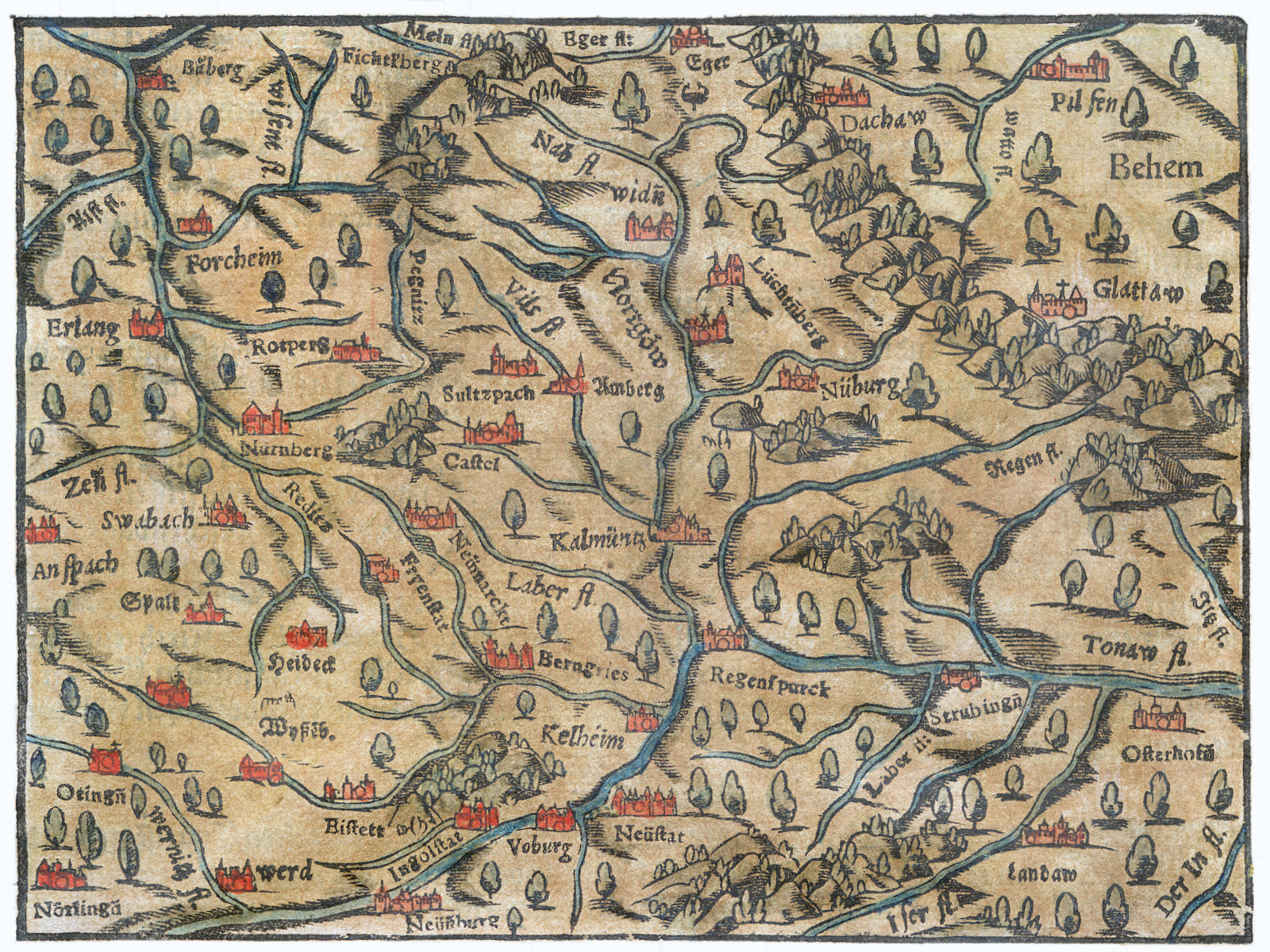
Karte vom Nordgau, Cosmographia 1628

## Ausgaben und Verbreitung

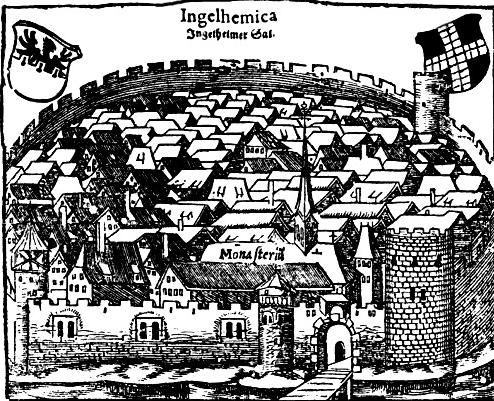
Aus der Cosmographia, Ausgabe 1628

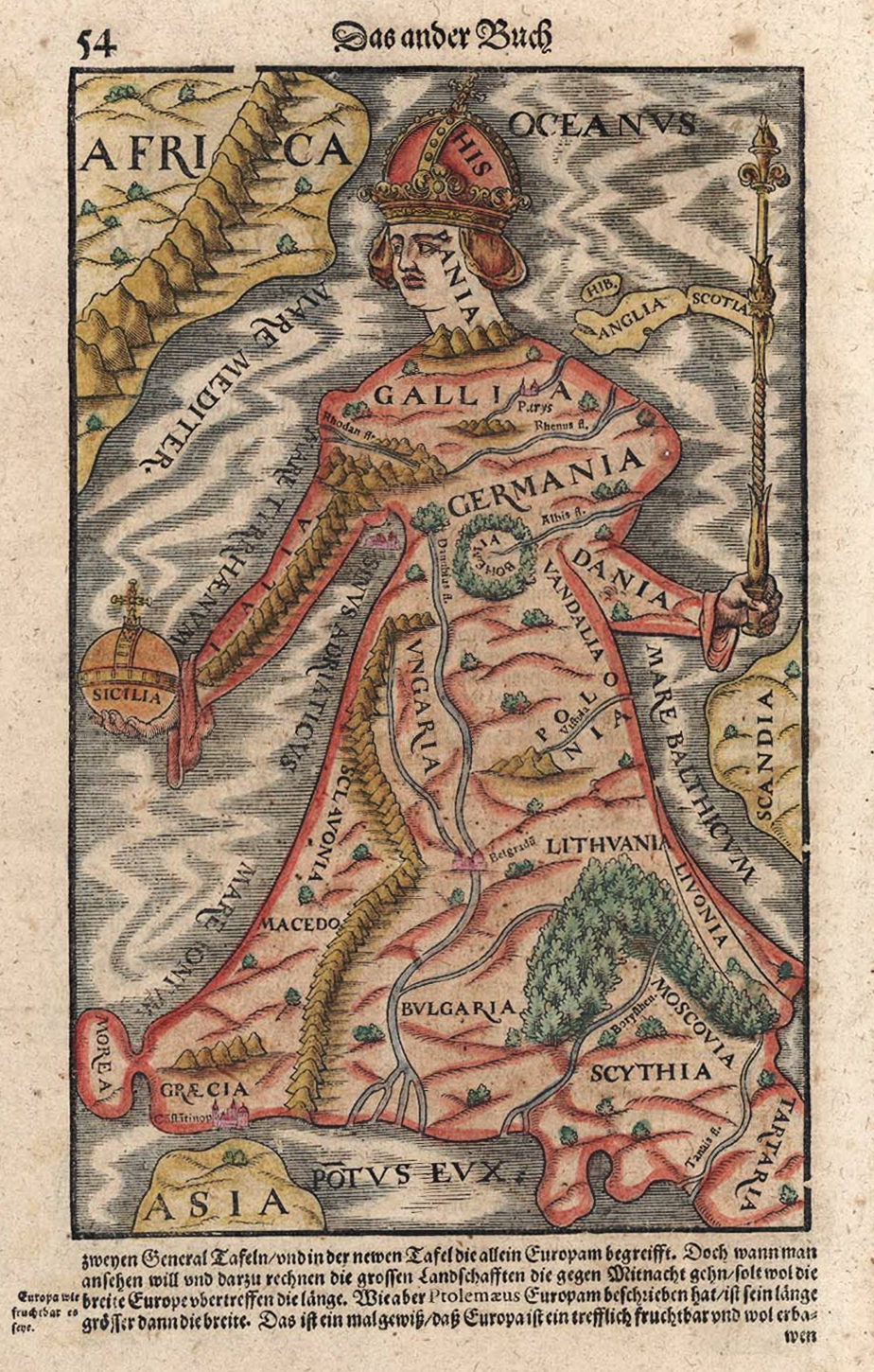
Europa Regina in der Ausgabe von 1570

1544 erschien die erste Ausgabe der Cosmographia, gedruckt in der Offizin von Heinrich Petri in Basel. Heinrich Petri war ein Sohn aus der ersten Ehe von Münsters Frau mit dem Basler Buchdrucker Adam Petri.
Die Erstausgabe der Cosmographia erfolgte 1544 in deutscher Sprache und über die Hälfte aller Ausgaben bis 1628 erschien ebenfalls in deutscher Sprache. Das Werk wurde jedoch auch auf Lateinisch, Französisch, Tschechisch und Italienisch publiziert. Die englischen Ausgaben umfassten alle nur einen Teil des Gesamtwerkes.
Viktor Hantzsch ermittelte 1898 noch insgesamt 46 Ausgaben (deutsch 27; lateinisch 8; französisch 3; italienisch 3; tschechisch 1) die von 1544 bis 1650 erschienen sind, während Karl Heinz Burmeister 1964 nur noch 36 (deutsch 21; lateinisch 5; französisch 6; italienisch 3; tschechisch 1) nachweisen konnte, die von 1544 bis 1628 erschienen sind. Nach der ersten Ausgabe von 1544 folgten 1545 die zweite, 1546 die dritte, 1548 die vierte und 1550 die fünfte Ausgabe, jeweils durch neue Berichte und Details, Textbilder, Stadtansichten und Karten ergänzt sowie insgesamt überarbeitet. Darüber, welche Personen – nebst den Buchdruckern Heinrich Petri und Sebastian Henricpetri – die Neuausgaben nach Münsters Tod besorgten ist wenig überliefert. Die Ausgabe von 1628 wurde von dem Basler Theologen Wolfgang Meyer bearbeitet und erweitert.
Während die erste Ausgabe von 1544 nur 660 Seiten stark war, enthielt die letzte von Münster persönlich im Jahr 1550 überarbeitete Ausgabe bereits 900 Seiten und die letzte überhaupt gedruckte Ausgabe von 1628 fast 1800 Seiten. In der Offizin der Familie Petri in Basel entstanden auf diese Weise in 84 Jahren etwa 50.000 Exemplare in deutscher Sprache und etwa 10.000 Exemplare in lateinischer Sprache.
Die Kosten für ein gebundenes Werk beliefen sich bei der 5. Ausgabe auf 2 Gulden, wovon etwa 0,4 Gulden auf die Buchhändler entfielen.
Eine Übersicht auf die verfügbaren Digitalisate der diversen Ausgaben der Cosmographia findet sich auf Wikisource.

## Bedeutung
Sebastian Münster hat mit der Cosmographia erstmals ein Gemeinschaftswerk von gelehrten Geschichtsschreibern und Künstlern, von Verlegern, Holzschneidern und Stechern herausgegeben. Die zahlreichen Veduten sind in aller Regel als Holzschnitte ausgeführt. Die Forschung konnte zeigen, dass viele der Abbildungen jedoch nicht eigens für die Cosmographia gefertigt wurden, sondern aus den Beständen der Druckerei einflossen, um das Werk qualitativ aufzuwerten. So wurde z. B. der Druckstock einer Höhenburg mehrfach und je nach Auflage unterschiedlich bei mehreren Burgen zur Illustration eingefügt, gleichsam ein Piktogramm für Höhenburg. Auch Abbildungen zur Beschreibung von Ureinwohnern Afrikas und Asiens sind identisch in verschiedenen Bänden ein zweites Mal verwendet worden.
Mit den Ausgaben der Cosmographia ist quantitativ und qualitativ ein neuer Maßstab für die Ausstattung von Städtebüchern gesetzt worden. Der Cosmographia folgten bereits im 16. Jahrhundert weitere bedeutende Städtebücher. So ist das 1572 bis 1617 erschienene mehrbändige Städtebuch Civitates Orbis Terrarum von Georg Braun und Frans Hogenberg in Format und Layout zwar am Theatrum Orbis Terrarum von Abraham Ortelius angelehnt, beruht im Konzept jedoch auf der Cosmographia.

## Textbeiträge (Auswahl)
- Kaspar Brusch[11]
- Sigismondo Arquer[12]
- Johannes Hubinsack[13]
- Wolfgang Lazius[14]
- Konrad Pellikan[15]
- Georg Witzel
- Konrad Lykosthenes  alias Konrad Wolfhart

## Vorlagenzeichner und Stecher
Zu den bekanntesten Zeichnern der Stadtansichten, die durch ihre Monogramme bestimmt werden konnten, gehören:
- Hans Rudolf Manuel (1525–1571), der Sohn von Niklaus Manuel, mit dem Monogramm HRMD, RMD oder RM in Ligatur;
- Jakob Clauser oder Klauser (1520–1578) mit dem Monogramm IC oder IK, auch in Ligatur;
- David Kandel (um 1538–1587) mit dem Monogramm DK, auch in Ligatur vorkommend;
- Monogrammist HSD, von dem angenommen wird, dass er aus Worms stammt.

Die bekanntesten Formschneider, die an der Cosmographia mitgewirkt haben, sind:
- Christoph Stimmer (oder Christoff Schwytzer?), seit 1550 Formschneider in Strassburg, mit dem Zeichen -C.S.-;
- Heinrich Holzmüller, um 1550 Goldschmied und Formschneider in Bern und Basel, mit dem Zeichen HH oder HHF;
- Hieronymus Wyssenbach Basiliensis, Formschneider in Basel, mit dem Zeichen HWB;
- Martin Hoffmann, Formschneider in Strassburg, mit dem Zeichen MH oder MHF;
- Meister HIW, der den Holzschnitt von Strassburg geschnitten hat;
- Meister M.G., der u. a. den Holzschnitt von Amberg gefertigt hat;
- Gregorius Sickinger (um 1558–1631), Maler, Zeichner, Formschneider, Radierer und Kupferstecher aus Solothurn, mit dem Zeichen GS; er soll ab 1578 bei den Ausgaben der Cosmographia als Formschneider mitgearbeitet haben.